# جوزيف آرثر تشارلز
جوزيف آرثر تشارلز (بالإنجليزية: Joseph Charles Arthur) (11 يناير 1850 - 30 أبريل 1942 ) رائد أمريكي في مجال أمراض النباتات ومتخصص بعلم الفطريات .

## روابط خارجية
- جوزيف آرثر تشارلز على موقع الموسوعة البريطانية (الإنجليزية)
- Britannica.com article
- http://www.btny.purdue.edu/herbaria/Arthur